# Makaiko Kheti
Makaiko Kheti (Canh tác ngô) là một cuốn sách do Krishna Lal Adhikari viết năm 1920. Adhikari có cảm hứng viết cuốn sách này sau khi đọc một cuốn sách Ấn Độ một người bạn cho mượn. Được sự cho phép của Ủy ban Xuất bản Ngôn ngữ Nepal, cuốn sách được xuất bản vào tháng 7 năm 1920 với 1000 ấn bản được in. Những người gièm pha cáo buộc cuốn sách có chứa nội dung công kích đối với triều đại Rana (cai trị Vương quốc Nepal từ năm 1846). Adhikari bị kết án 9 năm tù giam và chết trong tù.

## Bối cảnh

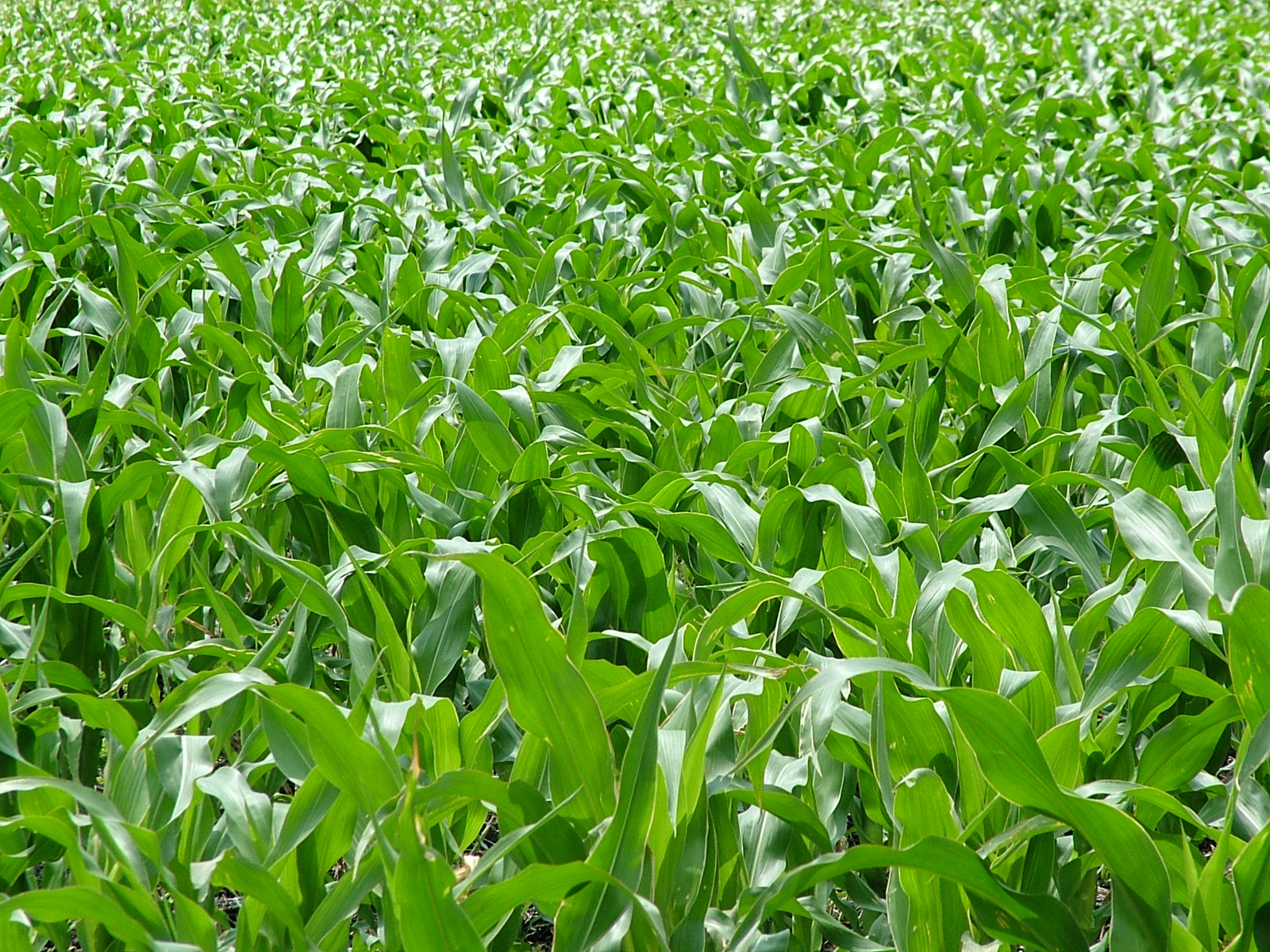
Một cánh đồng ngô

Dưới thời đại của Rana ở Nepal, bất cứ thứ gì được xuất bản đều phải có sự cho phép của chính phủ. Theo Bộ luật Quốc gia của Nepal (1854) do Thủ tướng Jung Bahadur Rana thông qua, cuốn sách phải được chuyển tới Ủy ban Xuất bản Ngôn ngữ Nepal (Samiti) và sẽ được xem xét cấp phép xuất bản nếu phù hợp. Bất cứ ai bị bắt quả tang xuất bản hoặc in một tài liệu mà không được phép sẽ bị phạt 50 rupee Nepal; nếu tác phẩm có bất cứ điều gì bị coi là xúc phạm đến triều đại Rana, tất cả các bản sao sẽ bị Samiti thu giữ và thường bị tiêu hủy.
Tác giả Krishna Lal Adhikari đã nhận được sự cấp phép từ Samiti trước khi cuốn sách được phát hành. Krishna Lal Adhikari đang làm việc cho chính phủ Rana; người ta cho rằng anh đã hỏi Kaiser Shumsher Jang Bahadur Rana, con trai của Chandra Shumsher, người đã cho phép xuất bản cuốn sách. Người bạn của anh đã tặng anh một cuốn sách của Ấn Độ về trồng ngô; cuốn sách này đã truyền cảm hứng cho Adhikari viết một cuốn sách về nông nghiệp. Người ta cũng không rõ cuốn sách này được viết ra với mục đích hướng dẫn nông nghiệp hay châm biếm chính trị.

## Nội dung
Trong cuốn sách, Adhikari đã trình bày chi tiết cách tăng năng suất và bảo vệ cây trồng khỏi mối mọt. Tuy nhiên, trong khi giải quyết vấn đề trồng ngô, cuốn sách chứa nhiều mối liên hệ lộng ngữ. Vào thời điểm đó, triều đại Rana đã cai trị Vương quốc Nepal từ năm 1846. Cuốn sách bao gồm nhiều ẩn dụ ám chỉ đến các Rana. Một số bao gồm: "côn trùng đầu đỏ và côn trùng đầu đen", "chó trong và ngoài nước", "ma quỷ xâm nhập từ năm 1846", và "Chandrodaya không tốt bằng sữa mẹ cho con".

## Xuất bản

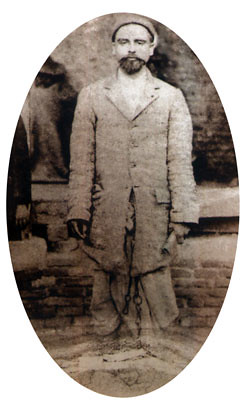
Krishna Lal Adhikari trong tù.

Makaiko Kheti, sau này được gọi là Krishi Shikshvali, Prathambhag, Makai Ko Kheti, được phát hành vào tháng 7 năm 1920. Một nghìn ấn bản đã được in. Cuốn sách trở nên phổ biến khắp Vương quốc Nepal sau khi phát hành.
Hai chuyên viên - Ramhari Adhikari và Bhojraj Kafle - đã báo cáo với thủ tướng Chandra Shumsher Jang Bahadur Rana về cuốn sách, đồng thời chỉ trích tác giả vì những biểu hiện gian dối phản quốc. Chandra cho rằng Krishna Lal Adhikari đã công kích mình vì cuốn sách có "phân tích so sánh về tiện ích của một con chó của một giống chó Anh và một con chó bản địa". Phân tích này chế nhạo chính quyền Rana khi nói rằng chó bản địa thì chiến đấu để bảo vệ cho cánh đồng ngô, còn chó Anh trông thì đẹp nhưng vô dụng. Chandra Shumsher là một người thân Anh. "Những con côn trùng đen và đỏ" xúc phạm Chandra Shumsher Jang Bahadur Rana và Bhim Shamsher Jang Bahadur Rana vì họ lần lượt mặc topis màu đỏ và đen.

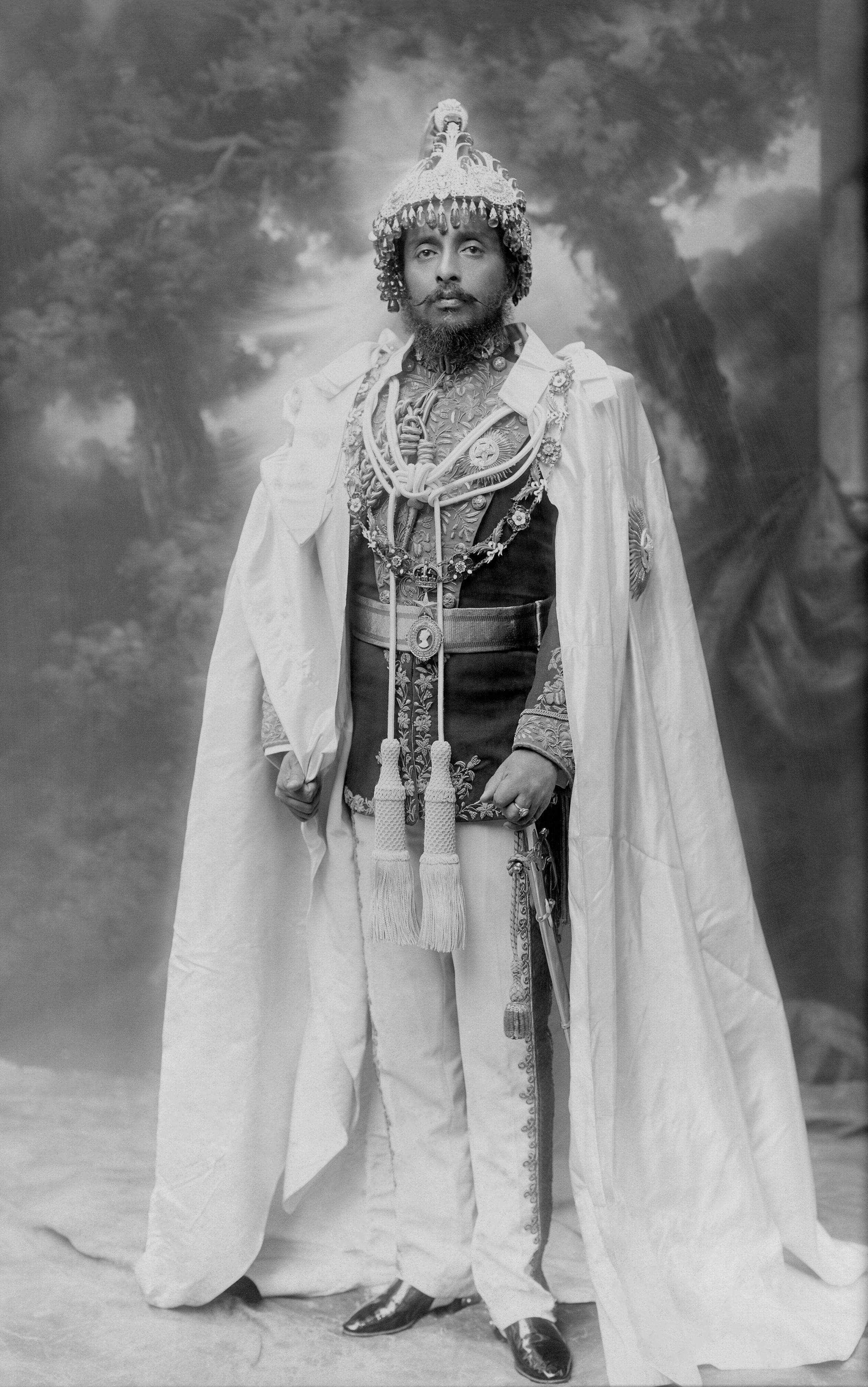
Chandra Shumsher Jang Bahadur Rana

Vào ngày 2 tháng 8 năm 1920, Adhikari bị kết án chín năm tù; bản án sẽ được giảm xuống sáu năm nếu anh ta giao nộp tất cả 1.000 ấn bản sách cho chính phủ. Adhikari đã cố gắng trả lại tất cả các bản sao nhưng một bản đã bị mất tích và không thể được tìm thấy. Cả 999 cuốn sách đã bị dốt. Hiện không còn cuốn nào tồn tại.
Không có tài liệu tòa án nào cho thấy Adhikari đã tự bào chữa như thế nào hoặc liệu anh ta có thừa nhận đã phạm tội phản quốc hay không. Hai chuyên viên được tặng khăn choàng danh dự và 1000 rupee Nepal. Những người bạn của Adhikari cũng bị trừng phạt như đồng phạm và bị tước các chức vụ trong chính phủ. Somenath Sigdel bị phạt 50 rupee Nepal vì tham gia sửa đổi các ẩn dụ trong cuốn sách. Ngày 9 tháng 12 năm 1923, Adhikari chết trong tù vì bệnh lao. Sự kiện bắt giữ và cái chết của Adhikari sau này được gọi là "Makai Parva" (Sự kiện Bắp ngô).
Tác giả Ganesh Bhandari viết rằng Bhojraj Kafle, một người cũng đang làm việc cho chính quyền Rana, có thể là tác giả thật sự của cuốn sách. Kafle có thể đã đổ lỗi cho Adhikari ngay khi tranh cãi nổ ra. Sau cuộc tranh cãi, tất cả các tác giả đều sợ hãi từ "ngô", và sự việc làm nhụt chí những tác giả có ý định viết tiêu cực về Ranas. Năm 1920, cuốn sách được tái bản mà không có đề cập đến triều đại Rana với một tiêu đề mới, Krishi Shikshvali.

## Chuyển thể và di sản
Makai Ko Arkai Kheti (Một canh tác ngô khác) là một vở hài kịch dark dựa theo "Makai Parva". Vở kịch được thiết kế và đạo diễn bởi Bimal Subedi và do Sanjeev Uprety viết. Vở kịch được trình diễn lần đầu năm 2015 ở Kathmandu. Vở kịch mở ra với một nhà văn viết một cuốn sách mang tên Makai Ko Arkai Kheti và đặt câu hỏi liệu một tác giả có thể bị bỏ tù vì tác phẩm của mình, và liệu anh ta có thể chỉnh sửa tác phẩm đã xuất bản của mình hay không?
Vở kịch đã nhận được những lời phê bình tích cực. Timothy Aryal của The Kathmandu Post gọi đây là tác phẩm sân khấu "hấp dẫn và chân thực". Sharada Adhikari, viết cho báo The Himalayan Times, đã chỉ trích các diễn viên vì quên lời thoại nhưng khen ngợi nam diễn viên chính vì đã đóng trọn vai một tác giả mắc bệnh tâm thần.
AD Ramadi đã xuất bản một cuốn sách để người dân Nepal biết về sự kiện này. Cuốn sách này tương tự như Makaiko Kheti nhưng không chứa các ẩn dụ của bản gốc. Makaiko Kheti được coi là một trong những phản ứng đầu tiên chống lại sự chuyên quyền. Giáo sư Mahendra Lawoti gọi cuốn sách là "những cuộc nổi loạn không định hướng theo đảng phái".
KP Sharma Oli, Thủ tướng Nepal, đã công nhận Krishna Lal Adhikari là một trong những người tử vì đạo đã giúp chấm dứt chính quyền độc tài. Tạp chí Nepal SpotlightNepal đánh giá Makaiko Kheti vẫn luôn được nhớ tới như một cuốn sách báo trước những thay đổi chính trị-xã hội.